# 法蘭西王國
法蘭西王國（法語：Royaume de France）是中世纪及近世時期法國各個政治實體的總稱。該國自建國至1848年二月革命，一直是歐洲最富強的國家之一，在文化、艺术、科学方面影響深遠，並於17世紀憑藉冠絕全歐的軍事、人口及中央集权的政府，成為超级大国與歐洲霸主，致其語言法语和文化成為當時的國際通用語和上流風尚。
987年，法蘭西公爵雨果·卡佩被貴族推舉為法蘭克人的國王，建立卡佩王朝，歷史學家視之為法蘭西王國的開端，但是自雨果·卡佩至路易七世諸王仍然稱自己是法蘭克人的國王，腓力·奧古斯都是第一個使用法蘭西國王頭銜的君主。1789年，法國爆發大革命，1792年國王路易十六被處死，進入第一共和及拿破崙的第一帝國時代。1814年，法蘭西王國復辟直至1848年二月革命推翻君主制，建立第二共和，法蘭西的王政時代才宣告結束。整個王國共經歷了四個王朝，分別是卡佩王朝、瓦盧瓦王朝、波旁王朝及奧爾良王朝。法蘭西王國是歐洲最早發展封建制度的國家。

## 歷史

### 建立
自從法蘭克王國國王查理曼去世前，就留下了卡洛林帝國讓其三個兒子繼承的遺屬，到公元843年，查理曼的三位後人，洛泰爾、日耳曼人路易、禿頭查理簽署了《凡爾登條約》，協定把王國分成三份。這三個王國為洛泰爾的「中法蘭克王國」、日耳曼人路易的「東法蘭克王國」、禿頭查理的「西法蘭克王國」。中法蘭克王國的土地後來為東法蘭克及西法蘭克兩者所瓜分，而東法蘭克王國逐漸演變成神聖羅馬帝國和德意志，其中禿頭查理的「西法蘭克王國」成為日後法蘭西王國的雛型。869年洛泰爾二世死後，禿頭查理也被加冕為洛塔林吉亞國王，但在870年《梅爾森條約》中，他被迫將大部分洛塔林吉亞割讓給他的兄弟，保留羅納河和默茲河盆地（包括凡爾登、維埃納和貝桑松），但東法蘭克保留萊茵蘭的亞琛、梅斯和特里爾。
維京人對盧瓦爾河、塞納河和其他內陸水道的入侵增加。查理三世（898-922）統治期間，來自斯堪地那維亞半島的羅洛領導下的維京人沿著巴黎下游的塞納河定居在一個後來被稱為諾曼底的地區。

### 卡佩王朝
卡洛林王朝與他們的前朝——墨洛溫王朝有著同樣的命運：在兩個王朝之間斷斷續續的權力鬥爭之後，987年法蘭西公爵兼巴黎伯爵雨果·卡佩即位國王，建立了卡佩王朝，卡佩王朝及其分支瓦盧瓦王朝和波旁王朝統治了法國800多年。由於卡佩本來為法蘭西公爵，因此歷史學家稱雨果·卡佩成為西法蘭克國王的時間為法蘭西王國的開端。它及其分支瓦盧瓦家族和波旁家族統治了法國800多年。
舊秩序使新王朝只能直接控制塞納河中部和鄰近地區以外的地區，而強大的領土領主，例如10世紀和11世紀的布盧瓦伯爵，透過聯姻和與較小的私人安排，積累了自己的大片領地，得到低等貴族的保護和支持。
當諾曼第公爵威廉於1066年通過征服英格蘭佔領英格蘭王國時，塞納河下游地區周圍的地區成為一個特別令人關注的問題，這使得他自己和他的繼承人在法國以外與國王處於平等地位（他名義上仍受國王管轄）。
英王亨利二世繼承了諾曼底公國和安茹公爵領，並於1152年與法國新近單身的前女王、統治法國西南部大部分地區的艾莉諾結婚。在擊敗艾莉諾和他們四個兒子其中的三個的叛亂後，亨利二世囚禁了艾莉諾，讓布列塔尼公爵成為他的附庸，實際上以比法國王位更大的權力統治著法國西半部（安茹帝國）。然而，亨利的後裔之間對其法國領土分割的爭議，加上英格蘭的約翰與法蘭西國王腓力二世的長期爭吵，使得腓力二世恢復了對大部分法國領土的影響力。法國在布汶戰役中獲勝结束安茹帝國後，1214年英格蘭國王約翰僅在西南部的亞奎丹公國保持權力。

### 瓦卢瓦王朝
公元1328年卡佩王朝的國王查理四世離世后，由於他膝下無嗣，根據薩利克法，王位不能由女性繼承（腓力四世的女兒是伊莎貝拉，伊莎貝拉的兒子是英格蘭的愛德華三世），因此王位傳給了瓦盧瓦伯爵查理的兒子腓力六世，英王愛德華三世亦因此爭奪法蘭西王國的王位。再加上對法國南部加斯科涅的權利以及英格蘭與佛蘭德布鎮之間的關係存在長期爭端，導致了1337-1453年的英法百年戰爭。接下來的一個世紀見證了毀滅性的戰爭、阿馬尼亞克派與勃艮第派內戰、農民起義（1381年的英國農民起義和1358年的札克雷暴動）以及兩國民族主義的增長。
經過英國和法國之間百年戰爭，法國在1453年成功擊退英國军队，結束百年戰爭。但經歷了百多年戰爭的法國經濟出現衰退，特別是由於1348年從義大利而來的鼠疫（黑死病），法國的國力開始削弱。法國身為戰事進行之地，國土滿目瘡痍，人民流離失所。經濟重創，即便如此，法蘭西王國在這場戰爭後成功統一域內整個民族，仍旧為以後法蘭西王國爭霸歐洲奠定了基石。
法蘭西王國為十字軍東征的主力，數次十字軍的領導和骨幹幾乎皆由法國騎士組成，十字軍東征促进了法蘭西王國國內的手工業及商業帶來重大的發展，令法國國內的商品經濟及資本主義得以萌芽，也為法國的文藝復興奠定了基礎。

#### 文藝復興與宗教改革
文藝復興時期以強大的中央集權的出現以及繁榮的文化（其中大部分是從意大利引進的）而聞名。 國王建立了強大的財政體系，增強了國王召集軍隊的權力，令當地諸侯望而生畏。  尤其是在巴黎，文學、藝術和音樂方面出現了深厚的傳統。 流行的風格是古典風格。
1461年路易十一即位後，便开始打擊其他不順從的封建諸侯，如勃艮第公國、安茹公國等，成功把它們納入法蘭西王國治下。路易十一在位期間，大部份諸侯國都併入了法蘭西王國。
維萊科特雷法令於1539年由弗朗索瓦一世簽署成為法律。該法令主要由大法官紀堯姆·波耶 (Guillaume Poyet) 制定，涉及許多政府、司法和教會事務。最著名的第110條和第111條要求在所有法律行為、公證合約和官方立法中使用法語。

#### 意大利戰爭
百年戰爭結束後，查理八世分別在埃塔普勒（1492年）、桑利斯（1493年）和巴塞隆納（1493年）與英格蘭國王亨利七世、神聖羅馬帝國皇帝馬克西米連一世和阿拉貢國王斐迪南二世簽署了另外三項條約。這三項條約為法國進行漫長的義大利戰爭（1494年-1559年）掃清了道路，這標誌著近代早期法國的開始。法國為獲得統治地位所做的努力最終導致哈布斯堡王朝權力的增強。

#### 宗教戰爭
義大利戰爭剛結束，法國就陷入了一場影響深遠的國內危機。儘管法國與教皇之間締結了協約（1516年），授予國王在高級教會任命方面無與倫比的權力，但法國仍深受新教改革試圖打破天主教歐洲霸權的影響。在弗朗索瓦一世之子國王亨利二世的統治下，不斷增長的城市新教少數派（後來被稱為胡格諾派）面臨更嚴厲的鎮壓。 亨利二世在一場比武中去世後，這個國家由他的遺孀凯瑟琳·德·美第奇和她的兒子弗朗西斯二世、查理九世和亨利三世統治。由強大的吉斯公爵領導的新一輪天主教反動最終導致對胡格諾派的屠殺（1572年），引發了法國第一次宗教戰爭，在此期間，英國、德意志（神羅）和西班牙軍隊對新教和天主教勢力都有介入。胡格諾派反君權運動反對絕對君主制，在此期間提出了革命權和弒君權合法性的理論。
宗教戰爭在三亨利戰爭中達到頂峰，亨利三世刺殺了西班牙支持的天主教聯盟領導人亨利一世·德·吉斯，國王亨利三世也被對方謀殺。在吉斯的亨利（1588年）和亨利三世（1589年）被刺殺後，納瓦拉新教國王即位為亨利四世（波旁王朝第一位國王），並隨後放棄新教結束了衝突。1592年頒布的《南特敕令》於1593年生效，他被大多數天主教機構（1594年）和教皇（1595年）所接受，該敕令保證了私人禮拜、宗教自由和公民平等。

### 波旁王朝

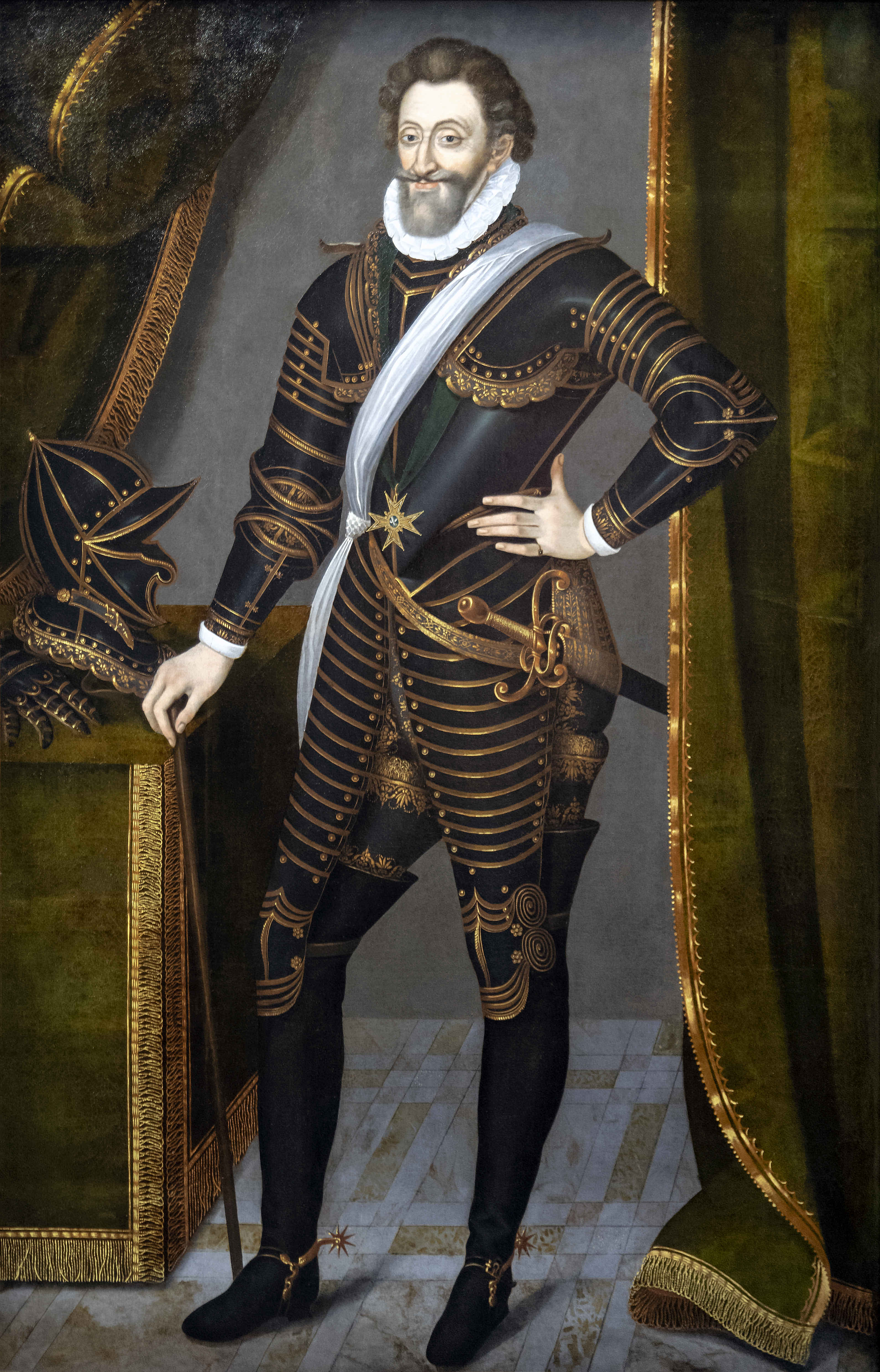
亨利四世：法蘭西王國走向霸權之路

亨利四世即位後，推行一連串的經濟政策，以改善法國當時的經濟，致力改善民族工業的發展。此外，他大力發展基础建设，改善國內運輸、水利及民生等不足。亨利四世在1593年是宣稱信仰舊教獲得支持，並在1598年4月13日簽署《南特敕令》，對新教徒採取寬容政策，和天主教並存。另一方面他為了加強法蘭西的王權，打擊國內反對勢力，剷除外敵，以爭取平民支持。經過亨利四世的改革後，法蘭西王國國力大增，在歐洲具有了一定的影響力。

#### 法國殖民地
除17世紀末外，法國一直在擴張：法國人開始在印度和馬達加斯加進行貿易，建立魁北克省魁北克市並滲透到北美五大湖和密西西比州，在西印度群島建立種植園經濟，並將其貿易聯繫擴展到黎凡特和地中海地區，並擴大了他們的商船海軍。這個殖民帝國的轄區極盛時涵蓋今日的加拿大、路易斯安娜、密西西比河流域、西非的塞內加爾及部份印度等地，令法國的政治影響力大幅度擴張。

#### 三十年戰爭
亨利四世的兒子路易十三和他的大臣（1624-1642）紅衣主教黎塞留在德國（神羅）爆發的三十年戰爭（1618年-1648年）期間制定了針對西班牙帝國和神聖羅馬帝國的政策。在國王和紅衣主教去世後，《威斯特伐利亞和約》（1648年）確保了德國政治和宗教分裂的普遍接受，但安妮·德·奧地利攝政王后和她的大臣朱爾·馬薩林紅衣主教經歷了一場被稱為投石黨之亂（1648-1653 年）的民間起義，這場戰爭擴展為法西戰爭（1635年-1659年）。 《比利牛斯條約》（1659年）正式宣布法國在粉碎短暫的加泰隆尼亞共和國後奪取西班牙領土魯西永（1642年），並迎來了短暫的和平時期。
1643年，法蘭西國王路易十四即位，法國的君主專制達到高峰。路易十四廢除了首相制，並致力對外擴張，參與了對西班牙帝國及對荷蘭共和國的戰爭，17世紀末，法國又面對英國、荷蘭]及神聖羅馬帝國三國的大同盟戰爭。

#### 太陽王路易十四

太陽王路易十四

在路易十四（1643年-1715年）統治的大部分時間裡，在紅衣主教黎塞留的繼任者作為國王首席部長（1642-61）紅衣主教朱爾·馬薩林的外交幫助下，法國是歐洲的霸主。在首席部長教馬薩林監督下，法國建立了一支與荷蘭相抗衡的法國皇家海軍，將其數量從25艘擴大到近200艘。法國皇家陸軍的規模也大幅增加。在新一輪戰爭（1667-1668年遺產戰爭和1672-1678年法荷戰爭）帶來了進一步的領土收益（阿圖瓦和西佛蘭德斯以及勃艮地伯國）。路易十四是君權神授說理論的擁護者，主張世俗權力的神聖起源以及對君主統治不受世俗限制，他繼續其前任君主的工作，創建一個由首都巴黎統治的中央集權國家。他試圖消除法國部分地區仍然存在的封建主義殘餘，並通過迫使貴族精英經常居住在他建於巴黎郊區的豪華凡爾賽宮，成功地安撫了貴族階層，其中許多成員曾參與過投石黨之亂。透過這些手段，他鞏固了法國的絕對君主制制度，該制度持續了150年，直到法國大革命。
路易十四試圖在國家實行全面的宗教統一，廢除了1685年的《南特敕令》。據估計，在廢除敕令後的迫害浪潮中，有150,000至300,000名新教徒逃離法國，一直到18世紀末，國家失去了大量知識分子、工匠和其他有價值的人才。迫害延伸到像楊森派這樣的非正統羅馬天主教徒，這個團體否認自由意志，並且已經受到教宗的譴責。在此過程中，路易十四贏得了羅馬教皇的讚好，羅馬教皇此前一直對法國懷有敵意，因為法國的政策是將法國境內的所有教會財產置於國家而非教皇的管轄之下。
1700年，西班牙的卡洛斯二世逝世，王朝無子嗣繼承，法國便欲爭奪西班牙王位，爆發西班牙王位繼承戰爭。由於路易十四之妻玛丽-泰蕾莎王后為卡洛斯二世之妹，所以路易十四藉此讓孫子腓力五世登上西班牙的王位，以加強法蘭西王國在歐洲的影響力。1713年，各國簽署《烏得勒支條約》，同意由路易十四之孫費利佩五世繼承西班牙王位，但法國因在這場戰爭中消耗過度，其影響力不復從前。

#### 革命
路易十五統治時期（1715-1774年），奧爾良公爵菲利普二世攝政（1715-1723年）期間國家初步恢復了和平與繁榮，首席部長紅衣主教弗勒里在很大程度上延續了其政策（1726-1743年）。經歷九年戰爭和西班牙王位繼承戰爭之後，歐洲疲憊不堪而導致了長期的和平，只被1733年至1735年的波蘭王位繼承戰爭等小規模衝突打斷，之後1740-1748年的奧地利王位繼承戰爭又恢復了大規模戰爭。但波旁王朝與傳統敵人奧地利哈布斯堡君主國結盟（1756年的「外交革命」）對抗崛起的大英帝國和普魯士王國，導致七年戰爭（1756-63年）代價高昂的失敗，法國被迫割讓法屬加拿大殖民地魁北克予英國。
整體而言，18世紀人們對君主制和既定秩序的不滿日益增長。路易十五是一位非常不受歡迎的國王，因為他的性行為過度、軟弱以及將北美的殖民地輸給了英國人。像路易十四這樣強大的統治者可以增強君主制的地位，而路易十五則削弱了它。伏爾泰等哲學家的著作是不滿的明顯跡象，但路易十五選擇忽視它們。1774年路易十五死於天花，法國人民為國王的去世幾乎沒有流淚。雖然法國尚未經歷英國開始的工業革命，但城市中崛起的中產階級對看似愚蠢、輕浮、冷漠和過時的製度和統治者感到越來越沮喪，即使真正的封建主義在法國已不復存在。
路易十五死後，他的孫子路易十六繼位，他最初很受歡迎。1775年，美國發生獨立戰爭，法國為了奪回被英國搶去的土地，派出龐大的艦隊與陸軍和經濟援助美國獨立革命，這使得法國瀕臨破產的邊緣，因此路易十六開始在1780年代受到廣泛的厭惡。他與神聖羅馬帝國皇帝兼奧地利大公法蘭茲一世的女兒瑪麗·安東妮結婚。
由於國家負債累累，路易十六允杜閣和馬勒澤布進行激進改革，但貴族的不滿導致杜閣和馬勒澤布於1776年被解職，並由賈克·尼克取代。尼克於1781年辭職，由卡隆恩和布里耶納接替，並於1788年復職。那一年的嚴冬導致大範圍的糧食短缺，那時的法國已是一個隨時可能爆炸的火藥桶。1789年7月法國大革命前夕，法國陷入了深刻的制度和金融危機，但啟蒙運動的思想已經開始滲透到社會的受教育階層。

#### 波旁王朝的覆亡

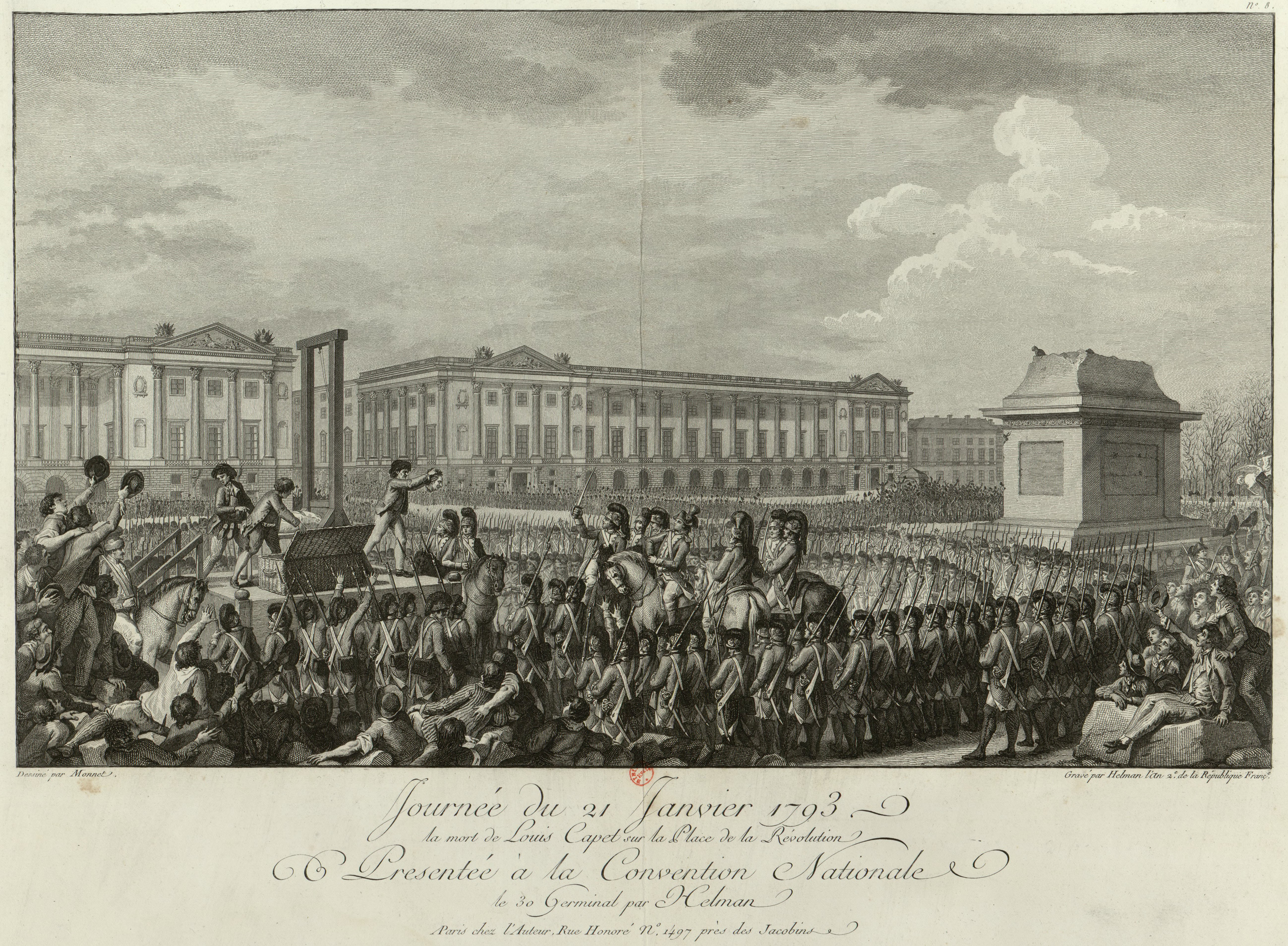
被送上斷頭台的路易十六

1791年9月3日，統治法國948年的絕對君主制制度被迫限制權力，成為臨時君主立憲制。然而這種情況也不會持續很長時間，因為歐洲各國開始聯合一致，要求大政奉還於路易十六，即恢復絕對君主制。1791年8月27日，神聖羅馬帝國皇帝利奧波德二世和普魯士國王腓特烈·威廉二世共同發表《皮爾尼茨宣言》，警告法國人民不得傷害路易十六，此一宣言激起法國人民的民族意識，也為日後波旁王朝的滅亡埋下種子。
1792年4月20日法國正式向奧地利哈布斯堡君主國宣戰，同年8月普奧聯軍到法國邊境，普奧聯軍總司令卡爾·威廉·斐迪南發表《布倫瑞克宣言》，強調要是敢動路易十六的一根寒毛，絕對會嚴懲法國人民，此一事件激起巴黎人民的怒火，導致八月十日事件的發生，此時立法會議充斥着廢除君王的呼聲，同年9月，成年男子普選的國民公會成立，並於9月21日正式決議廢除君主制，改建共和，法蘭西第一共和國成立，波旁王朝滅亡。
1793年1月21日星期一，路易十六被送上斷頭台，法蘭西王國結束，隨後是共和國“恐怖時期”、共和國督政府和新崛起的拿破崙執政府，隨著拿破崙一世稱帝建立法蘭西第一帝國，開始進行拿破崙戰爭。

#### 波旁王朝復辟
繼法國大革命（1789-99年）和拿破崙統治下的法蘭西第一帝國波拿巴王朝（1804-1814年）之後，第六次反法同盟於1814年以武力將波旁王朝復辟，路易十六的兄弟普羅旺斯伯爵被加冕為路易十八，法蘭西王國得以恢復。然而，被廢黜的拿破崙皇帝從厄爾巴島的流放中凱旋回到巴黎，統治了法國一段短暫的時期，即所謂的百日王朝。
1815年拿破崙兵敗滑鐵盧戰役後，第七次反法同盟再次廢黜了拿破崙。路易十八試圖透過允許組成議會和1814年憲章來調和大革命和舊制度的遺產，他任命了塔列朗為第一任真正意義上的法國首相。他統治時期的特徵是教條主義者、支持憲章和新興資產階級的自由主義思想家與完全拒絕革命遺產的極端保皇黨、貴族和神職人員之間的分歧。塔列朗和黎塞留公爵等政治家以及國王的溫和和審慎維持了國家的和平。1823年，西班牙發生自由主義起義導致法國軍事介入西班牙保皇黨一方，西班牙國王斐迪南七世得以廢除1812年憲法。
然而，路易十八的改革在1824年9月16日去世後受挫，他的弟弟阿圖瓦伯爵以查理十世的名義成為國王。查理十世是一個強烈的保守派，支持極端保皇黨和天主教會。在他的統治下，報紙審查制度得到加強，《反褻瀆法》獲得通過，對保皇黨流亡者的補償也增加了。查理十世時期也見證了法國對希臘獨立戰爭的干預支持希臘叛軍反對奧斯曼帝國，以及征服阿爾及利亞。

#### 波旁王朝再次覆亡

《自由引導人民》

法國眾議院中教條主義多數派不喜歡國王的專制主義傾向，眾議院於1830年3月18日向國王發出講話，要求維護眾議院的權利，實際上支持向完整的議會制度過渡。查理十世將此演說視為一種隱晦的威脅，同年7月25日他頒布了《聖克勞德法令》試圖削弱議會的權力，重新建立絕對君主制。反對派和法國人民以議會騷亂和巴黎路障作為回應，導致了法國七月革命。國王查理十世見走投無路只得和他的兒子王太子昂古萊姆公爵路易-安托萬一起退位，讓位給他的孫子香波伯爵亨利，並提名他的表弟奧爾良公爵路易-菲利普三世（路易十三幼子奧爾良公爵菲利普一世的玄孫）為攝政王。但已經為時已晚，自由派戰勝了君主制。

### 奧爾良王朝

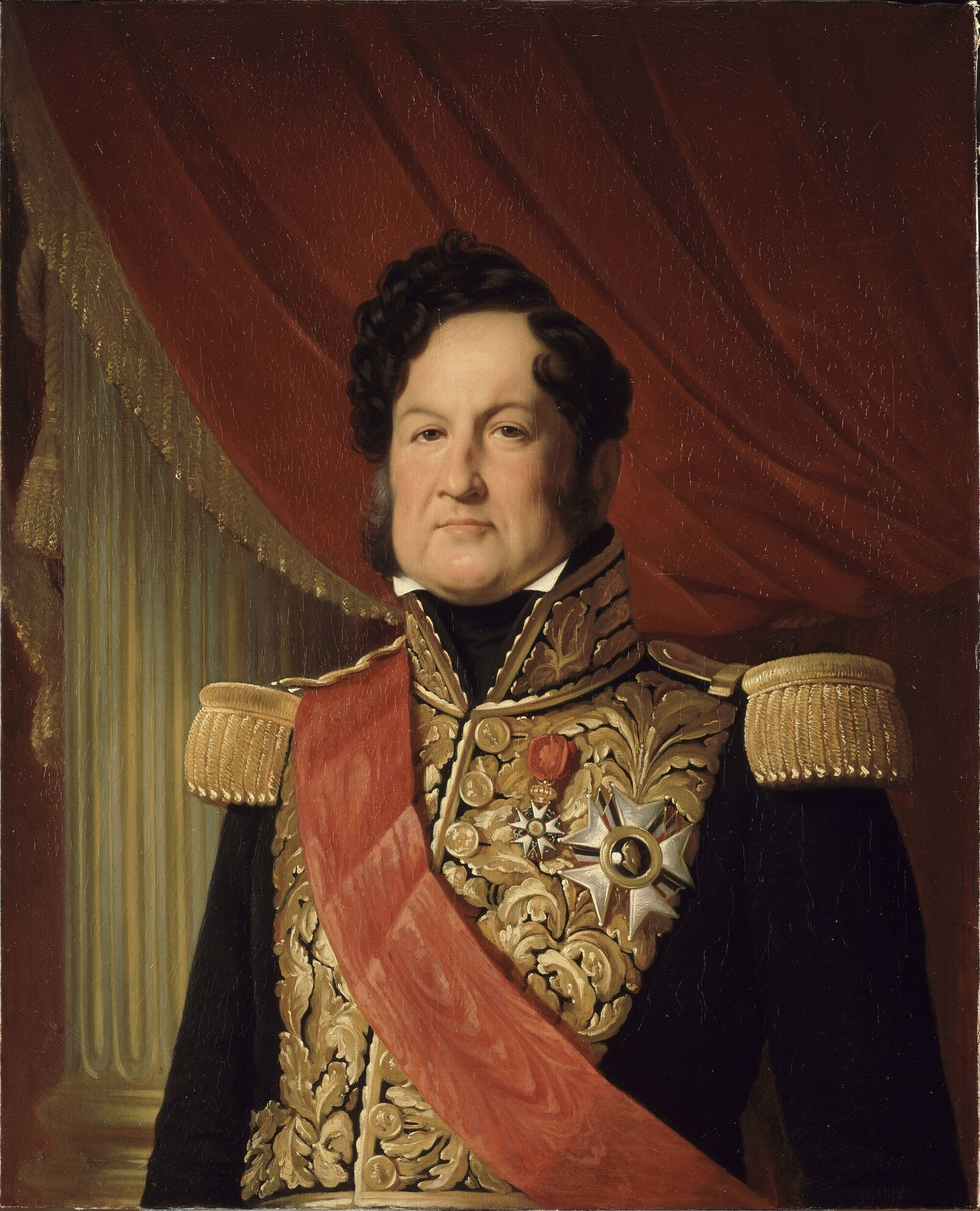
路易-菲利普一世

1830年8月9日，眾議院選舉奧爾良公爵路易·菲利普為「法蘭西人的國王」：自法國大革命以來，國王首次被指定為法國人民的統治者而不是國家的統治者。波旁王朝白旗被法國三色旗取代，標誌著奧爾良王朝將會比前朝更尊重君主立憲制和議會的權力，並且推出了新憲章。
奧爾良王朝期間法國繼續對阿爾及利亞的征服，並在幾內亞灣、加彭、馬達加斯加和馬約特島建立了新的殖民地，而大溪地王國則成為了保護國。
奧爾良王朝的法國亦開始在東亞展開擴張之路，在1844年和大清簽訂黃埔條約，條約包括向法國商人開放五個港口、法國公民在中國的治外法權、中法貿易的固定關稅以及法國在中國派駐領事的權利。1847年，王國和越南阮朝發生軍事衝突，這也是法國第一次與越南發生的正面交戰，為日後的法國政權殖民中南半島和在中國建立勢力範圍鋪平了道路。
然而，儘管進行了初步改革，路易-菲利普一世與他的前任並沒有什麼不同。舊貴族被城市資產階級取代，工人階級被排除在投票之外，而政府規定人民必需交一定的稅款才能獲得選舉權，這使得民眾開始反對這個新王室的統治。路易-菲利普一世任命銀行家卡西米爾·佩里爾、學者弗朗索瓦·基佐、將軍讓·德·迪厄·蘇爾特等著名資產階級擔任首相，因而獲得「公民國王」（Roi-Citoyen）的綽號。七月王朝亦深受腐敗醜聞和金融危機的困擾。國王的反對派由正統派組成，正統派支持波旁王朝的王位繼承人香波伯爵亨利，以及支持拿破崙家族的波拿巴派和共和主義者，他們反對王權並支持民主原則。

#### 奧爾良王朝覆亡

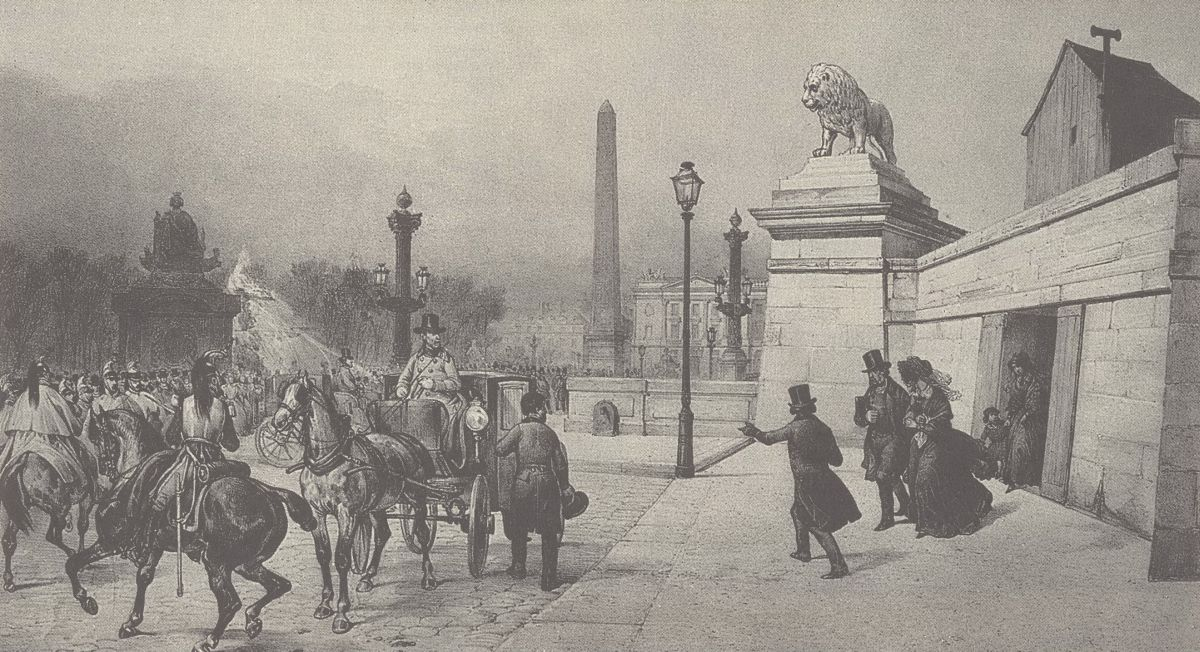
奧爾良王室在革命成功後離開巴黎

國王路易-菲利普一世試圖透過審查制度鎮壓反對派，但當1848年2月 Campagne des banquets（「宴會運動」）遭到鎮壓時，巴黎乃至全法國爆發了騷亂和叛亂導致了二月革命，路易-菲利普一世退位，奧爾良王朝被推翻，法蘭西第二共和國臨時政府成立。
法蘭西第二共和國臨時政府執政10個月後，路易·拿破崙·波拿巴在1848年12月出任法國總統。革命四年後經過公投，路易·拿破崙·波拿巴在1852年12月登基為法蘭西第二帝國皇帝拿破崙三世，也是波拿巴王朝最後一次復辟。法蘭西第二帝國在1870年普法戰爭覆滅，法蘭西第三共和國成立。
法國自1870年至今仍為共和國，法蘭西王國因此正式走入歷史。